# Orlando Coleman
Orlando Coleman (Birmingham, Alabama, 9 de septiembre de 1992) es un baloncestista estadounidense que pertenece a la plantilla del BC Enisey de la VTB United League. Con 1,96 metros de estatura, juega en la posición de alero.

## Trayectoria deportiva

### Universidad
Es un jugador que puede alternar las posiciones de alero y escolta, formado a caballo entre la Universidad Estatal de Morehead, donde jugó durante la temporada 2011–2012 con los Morehead State Eagles y Alabama Southern CC en la temporada siguiente. En 2013 ingresa en la Universidad Estatal de Kennesaw, para jugar dos temporadas con los Kennesaw State Owls y en su última temporada universitaria defendería los colores de los Texas Southern Tigers de la Universidad del Sur de Texas, durante la temporada 2015–2016.

### Profesional
Tras no ser elegido en el draft de la NBA de 2016, Coleman firmó con los KW Titans de la NBL Canadá. En 2017, se marchó a México para jugar en las filas de los Centauros de Chihuahua primero y más tarde, en los Caballeros de Culiacán de la Liga Nacional de Baloncesto Profesional de México. 
En la temporada 2017-18, Coleman se incorporó a Radnički Kragujevac en Serbia. El 2 de abril de 2018, Coleman firmó por Southland Sharks, con los que Coleman ganó el campeonato NBL de Nueva Zelanda en 2018.
En las temporadas 2018-19 y 2019-2020, Coleman jugó con Jászberényi KSE y Atomerőmű SE de la A Division, la máxima competición húngara. En la parte final de la temporada 2019-20, tuvo un breve período con el Maccabi Kiryat Motzkin en Israel.
En la temporada 2020-21, regresó al Jászberényi KSE, donde se convirtió en el máximo anotador de la A Division, en la que promedió 25 puntos, 6.6 rebotes y 2.9 asistencias por partido.
El 19 de julio de 2021, Coleman se unió al AS Apollon Patras de la A1 Ethniki griega, para disputar la temporada 2021-22.
El 8 de enero de 2022, firma por el Champagne Châlons-Reims de la Pro A francesa.